# Даріуш Гурчинський
Даріуш Гурчинський (пол. Dariusz Górczyński) — польський дипломат, журналіст.

## Біографія
У 1989 року закінчив факультет журналістики Московського державного університету ім. М. Ломоносова, у 1994 році захистив дисертацію на здобуття наукового ступеня кандидата наук. 
Працював другим секретарем відділу протоколу посольства Польщі в Росії, згодом працював у посольстві Республіки Польща у Казахстані. 
У 2007 році очолив відділ Російської Федерації Східного департаменту МЗС Польщі. 
З вересня 2010 року — радник Посольства Польщі в Києві.
Заступник посла Польщі в Україні. Тимчасовий повірений у справах Польщі в Україні.